# 达留什·比亚乌科夫斯基
达留什·比亚乌科夫斯基（波蘭語：Dariusz Białkowski，1970年7月16日—），波兰男子皮划艇运动员。他曾代表波兰参加1992年、1996年和2000年夏季奥林匹克运动会皮划艇比赛，获得二枚铜牌。